# Vissenbjerg
Vissenbjerg is een plaats en voormalige gemeente in Denemarken.

## Voormalige gemeente
De oppervlakte bedroeg 47,39 km². De gemeente telde 6096 inwoners waarvan 3081 mannen en 3015 vrouwen (cijfers 2005).
Sinds 1 januari 2007 hoort de oud-gemeente bij gemeente Assens.

## Plaats
De plaats Vissenbjerg telt 3233 inwoners (2020). Vissenbjerg is over de weg bereikbaar door weg 161, 335 en 307.